# Академия Филлипса в Эксетере
Академия Филлипса в Эксетере (англ. Phillips Exeter Academy) — независимая частная старшая школа в городе Эксетер (штат Нью-Гэмпшир). Имя академии зафиксировано в геометрической находке 1986 года — замечательной точке треугольника, ставшей известной как эксетерская точка.

## История
Основана в 1781 году купцом Джоном Филлипсом и его женой Элизабет. До 1970 года была мужской школой. В 2014 году эндаумент школы составлял $1,2 млрд.

## Особенности обучения
Использует «столы Харкнесса» — ни в одной из аудиторий школы не стоят парты, а только овальные столы с 12 стульями, за которыми ученики сами проводят уроки, учитель в основном выступает как слушатель, иногда прерывая «разговоры» (мысли студентов) за столом, направляя дискуссию, а классы рассчитаны примерно на 12 человек.

## Библиотека
Библиотека Академии Филлипса в Эксетере — крупнейшая библиотека средней школы в мире.

## Выпускники
Среди известных выпускников школы — 14-й президент США Франклин Пирс, инженер-методолог Фредерик Тейлор, историки Джон Горем Палфри, Артур Шлезингер, предприниматель Марк Цукерберг, писатель Дэн Браун, математики Дэвид Мамфорд и Синъити Мотидзуки.